# Halcyon albiventris
El alción cabecipardo (Halcyon albiventris) es una especie de ave coraciforme de la familia Halcyonidae que vive en África.

## Descripción

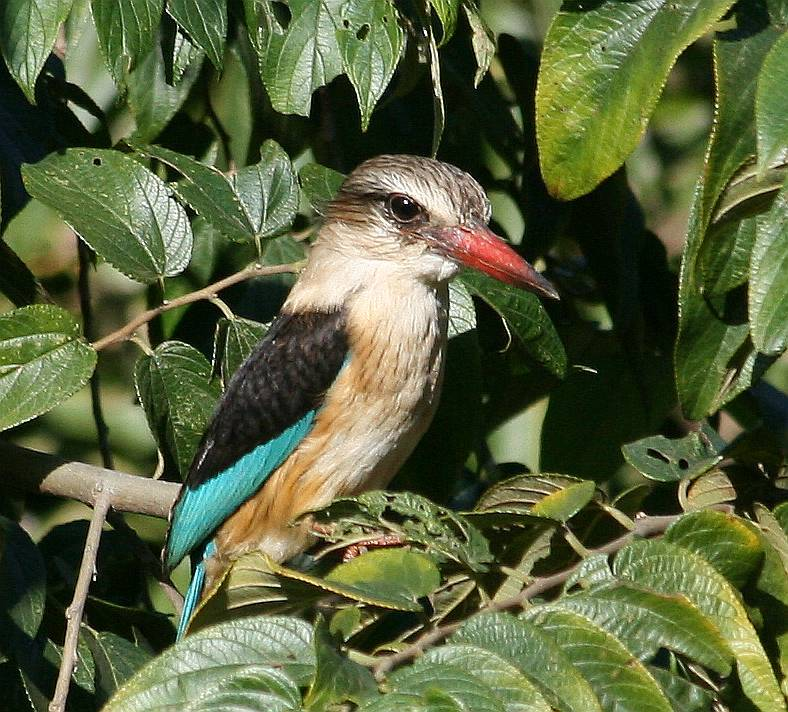
Macho en Sudáfrica.

Como su nombre indica la parte superior de su cabeza está veteada en tonos pardo grisáceos y suelen presentar listas oculares difusas oscuras. Su espalda y la mayor parte de sus alas son negruzcas, aunque sus plumas secundarias y la cola son de color azul celeste brillante. Sus partes inferiores y cuello son en general blancos aunque presentan cierto veteado castaño en los flancos y los laterales del pecho. Su pico es principalmente rojo aunque suelen presentar la punta negruzca. Sus patas también son rojas.

## Distribución
Se extiende principalmente por el sureste de África, aunque hay una población disjunta en el oeste del África Central. Se encuentra en Angola, Botsuana, República del Congo, República Democrática del Congo, Gabón, Kenia, Malaui, Mozambique, Namibia, Somalia, Sudáfrica, Suazilandia, Tanzania, Zambia y Zimbabue.